# باتاشیورت
باتاشیورت (به لاتین: Batashyurt) یک منطقهٔ مسکونی در روسیه است که در خاساویورت واقع شده‌است.